# كلمينتيا النمساوية
أرشيدوقة كلمينتيا من النمسا (بالألمانية: Maria Klementine von Österreich)‏ (و. 1798 – 1881 م) هي أرستقراطية نمساوية، ولدت في فيينا، توفيت عن عمر يناهز 83 عاماً، بسبب ذات الرئة.